# Scheunen
Scheunen (toponimo tedesco) è stato un comune svizzero del Canton Berna, nella regione di Berna-Altipiano svizzero (circondario di Berna-Altipiano svizzero).

## Storia
Il comune di Scheunen fu istituito nel 1911 con la fusione dei comuni soppressi di Messen-Scheunen e Oberscheunen; il 1º gennaio 2014 è stato accorpato a Jegenstorf assieme all'altro comune soppresso di Münchringen.

## Società

### Evoluzione demografica
L'evoluzione demografica è riportata nella seguente tabella:
Abitanti censiti